# 指定自動車教習所等の教習の基準の細目に関する規則
指定自動車教習所等の教習の基準の細目に関する規則（していじどうしゃきょうしゅうじょとうのきょうしゅうのきじゅんのさいもくにかんするきそく、平成10年8月11日国家公安委員会規則第13号）は、指定自動車教習所における教習について定めた国家公安委員会規則である。
道路交通法施行規則に基づき定められたものである。